# Vuze
A Vuze egy Java programozási nyelven írt BitTorrent kliens. Eredeti nevét egy békafajról kapta (Dendrobates azureus), ez látható a logón is. Jelenleg Mac OS X, Microsoft Windows, Linux és Unix operációs rendszereken fut. Fejlesztése 2003 júniusában indult. Néhány éve a szoftver új néven fut tovább: Vuze, korábbi neve: Azureus. A program lehetőséget ad a felhasználóknak arra, hogy torrenteket töltsenek le egyszerű grafikus felhasználói felületen keresztül. A program bőséges lehetőséget biztosít a beállítások terén, és számos információt megjelenít letöltés közben. A letöltési egységek, az ún. torrentek jelenthetnek egy vagy több állományt is.
Letöltés közben a program az alábbiakat jeleníti meg:
- a letöltés alatt lévő fájl neve, mérete
- fájlszeletek darabszáma és érvényessége
- még hány darabra van szükség
- hány százaléka van letöltve a fájlnak
- információk a peerekről: fel- és letöltési sebesség, kliens, IP-cím, port
- fel- és letöltési sebesség, hátralévő idő, tracker információk
- a teljes fel- és letöltési, illetve az átlagos bolysebesség

Mindezeken felül a Vuze más fájlcserélő kliensekhez hasonlóan lehetőséget biztosít a felhasználónak, hogy beállítsa a fel- és letöltés maximális sebességét. A hivatalos BitTorrent specifikáción túl számos bővítést támogat, például a kommunikáció titkosítását (protokoll titkosítás), és a peer cserét. Képes felderíteni peereket DHT-n keresztül (ez a Kademlián alapszik), ezzel a kommunikáció függetleníthető a trackerektől. Számos beépülő plugin elérhető hozzá, amikkel a program képességei széles határok között bővíthetők.
A programot sok kritika érte nagy erőforrásigénye (elsősorban CPU és memória) miatt. A probléma oka kisebb részben a Java virtuális gép használata, nagyobb részben a program összetettsége. A 2.4.0.0 verzió óta lefordítható GCJ-vel, így futtatható natív kódként is. Ezzel teljesen szabad szoftver lett – mivel ezzel a módszerrel már nem függ semmilyen zárt forráskódú virtuális géptől.

## Titkosítás
Egyes internetszolgáltatók akadályozzák, lassítják a P2P fájlcserés letöltést, erre lehet egy válasz a The Onion Router (TOR) vagy az (I2P), esetleg a SSH Tunneling. Az Azureus titkosítás bekapcsolásához menjünk a Tools menüre. Itt válasszuk az Options-t, majd a Connections-t, végül a Transport Encryptiont. Jelöljük ki a Require encrypted transport négyzetet, és válasszuk az RC4-et a Minimum encryption legördülő menüben. Az Azureusban a handshake titkosítás bekapcsolásához a Tools/Options/Transfer-nél kapcsoljuk be a Lazy Bitfield opciót.

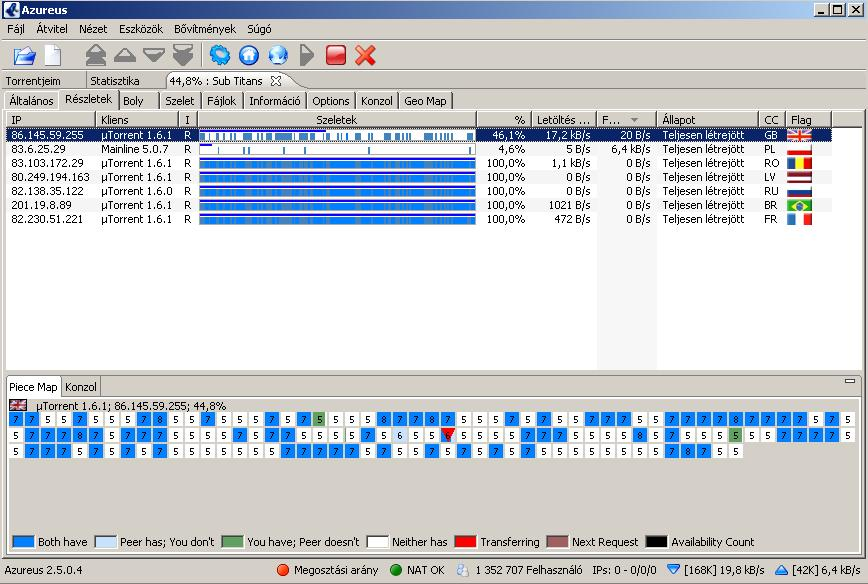
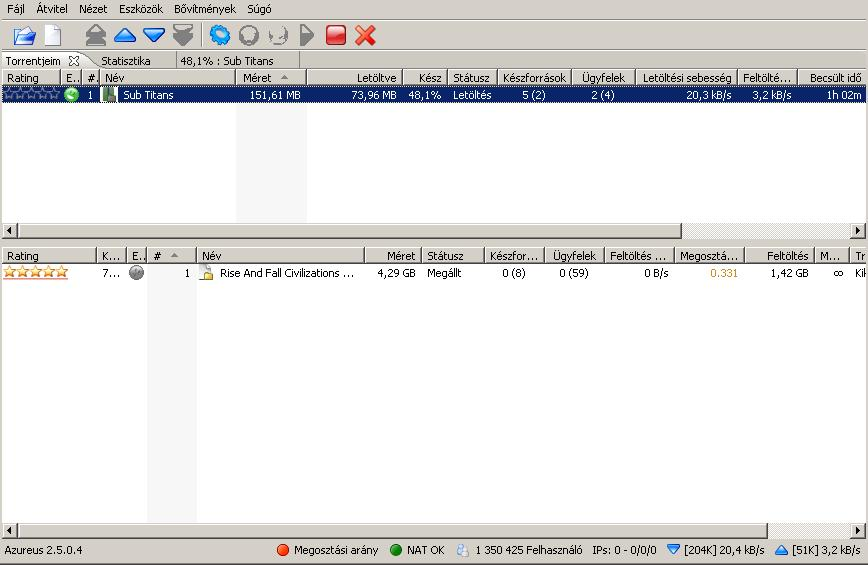
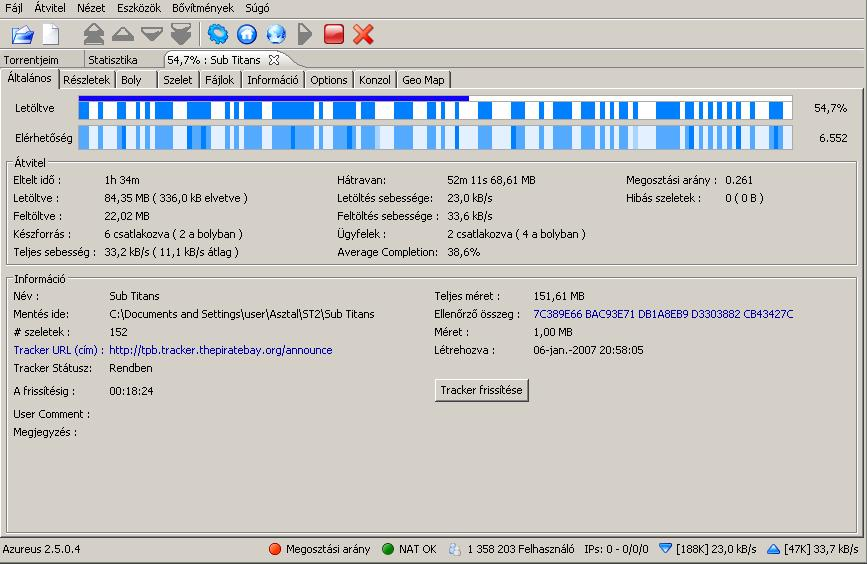